# Meryl Cassie
Meryl Danielle Cassie, född 2 april 1984 i George i Kapprovinsen i Sydafrika, är en skådespelerska och sångerska. 1987 flyttade familjen till Nya Zeeland, främst på grund av apartheidsystemet. Meryl är framför allt känd för sin roll som Ebony i TV-serien The Tribe. Hon har även medverkat i TV-serier som  Shortland Street, Xena - Krigarprinsessan, Revelations: The initial journey och Hercules:The legendary journeys.
Meryl är väldigt duktig på att sjunga och medverkade på nästan alla av Tribealbumets (Abe Messiah) låtar. Meryls äldres systrar Megan Alatini och Monique Cassie spelar också varsin roll i The Tribe. Systrarna sjunger låten Tribe Spirit tillsammans. Låten är skriven av The Tribes exekutiva producent Raymond Thompson och den spelas i seriens fjärde och femte säsong. Meryl har också en äldre bror som heter Miquille. År 2006 födde Meryl en son som heter Rylon. Hennes dotter Breeze föddes 2013.